# Hans von Bülow den äldre
Ludwig Friedrich Victor Hans von Bülow, född den 14 juli 1774 i Essenrode, död den 11 augusti 1825 i Landeck i Schlesien, var en preussisk greve och minister, son till Friedrich Ernst von Bülow, bror till Friedrich von Bülow.
Under Karl August von Hardenbergs regeringstid i Preussen var han dennes finansminister från 1813, 1817 blev han handelsminister och 1825 landshövding i Schlesien. Som statsråd ändrade han skattelagstiftningen enligt Hardenbergs metoder och orienterade Preussens tullpolitik i frihandelsvänlig riktning.